# Symplocos excoriata
Symplocos excoriata är en tvåhjärtbladig växtart som beskrevs av B. Ståhl. Symplocos excoriata ingår i släktet Symplocos och familjen Symplocaceae. Inga underarter finns listade i Catalogue of Life.